# Assedio di Marstrand
L'assedio di Marstrand fu un assedio condotto dalle forze danesi contro la città costiera di Marstrand, in Svezia, che ebbe luogo tra il 6 ed il 23 luglio 1677, nell'ambito della guerra di Scania.

## Preludio
Nel gennaio del 1677, gli svedesi avevano conquistato la città di Strömstad. Dopo un inverno rigido, gli uomini di ambo gli eserciti in guerra erano stati costretti a iniziare gli scontri solo a giugno, quando il generale Ulrik Frederik Gyldenløve prese l'iniziativa di inviare 2000 uomini al comando del generale Hans Løvenhjelm nella regione del Bohuslän per riprendere Strömstad. Dopo aver portato a compimento questa missione, Løvenhielm procedette alla volta di Uddevalla. Simultaneamente, Gyldenløve inviò una considerevole forza (1600 uomini secondo fonti danesi, 3000 secondo fonti svedesi) in direzione di Marstrand. Questi sbarcò nella vicina isola di Koön il 6 luglio ed iniziò l'assedio della città.

## L'assedio

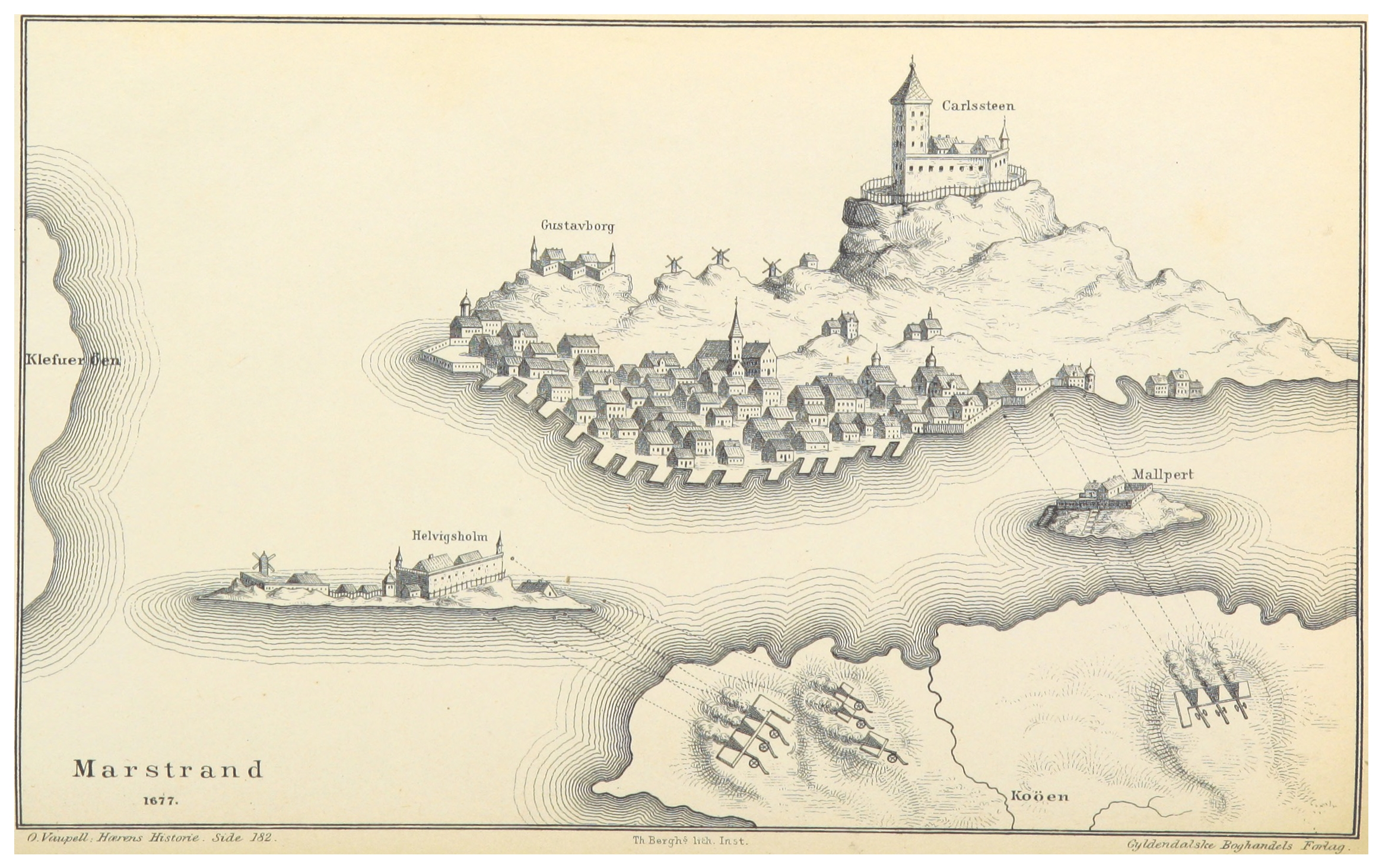
La fortezza di Carlsten durante l'assedio danese del 1677, con Hedvigsholm, Malepert e Gustafsberg.

Marstrand era difesa dalla fortezza di Carlsten e da tre punti fortificati: Malepert (ad est del porto), Gustafsborg (a sud del porto) e Hedvigsholm (su uno scoglio presso il porto stesso). I difensori si attestavano sulle 600 unità comandate da Anders Sinclair. Quando gli venne chiesto di lasciare la fortezza, Sinclair replicò ai danesi "...non vedo il motivo, ma se il nemico la vuole visitare, avrà una buona accoglienza."
I danesi attaccarono dapprima l'avamposto di Hedvigsholm; dopo diversi attacchi, gli svedesi vennero costretti ad abbandonare la postazione ed a ritirarsi verso Carlsten il 20 luglio. Malepert era già stata presa il 13 luglio e Gustafsberg venne abbandonata poco dopo. Carlsten non aveva più avamposti esterni e dopo un pesante bombardamento dei danesi, alla fine si arrese il 23 luglio con la condizione che il comandante ed i suoi uomini potessero tornare sani e salvi nella Värmland.

## Conseguenze
Dopo aver preso Carlsten, Gyldenløve vi installò una fornita guarnigione al comando di Løvenhjelm per difendere Marstrand prima di fare ritorno in Norvegia. Con la conquista di Marstrand la Danimarca ottenne un porto sicuro e non ghiacciato in Svezia e permise ai danesi di imporre un blocco a Göteborg. Ad ogni modo, poco dopo Løvenhjelm si trovò minacciato dall'arrivo delle forze svedesi e si ritirò coi suoi uomini a Strömstad nell'agosto di quello stesso anno.